# 任光
任 光（じん こう、? - 29年）は、後漢の武将。字は伯卿（はくけい）。南陽郡宛県（河南省南陽市宛城区）の人（『後漢書』列伝11・本伝）。光武帝の功臣であり、「雲台二十八将」の第24位に序せられる（『後漢書』列伝12）。

## 略歴
もと宛の郷嗇夫・郡県の吏を務めていた。劉賜に付いて安集掾・偏将軍を拝命し、昆陽の戦いにも参戦した。
更始元年（23年）、更始帝が洛陽に至ると、任光を信都郡の太守とした。河北で王郎が勢力を増し、これに降る郡国が多かったが、任光は都尉の李忠・県令の萬脩らとともに信都郡を守った。王郎の檄が届くと任光は使者を斬り、精兵4,000をもって信都に立てこもった。
更始2年（24年）、薊県から逃れてきた劉秀を迎え入れ、左大将軍を拝命し武城侯に封じられた。劉秀は信都郡を拠点として周囲の城邑を落とし、王郎の本拠の邯鄲攻略の足掛りとした。
建武2年（26年）、武城侯に代えて阿陵侯に封ぜられ、食邑一万戸を得る。建武5年（29年）、洛陽に召されて朝請を奉じる。同年冬に死去した。

## 人柄・逸話
- 誠実な人柄により郷里の人々に愛された。
- 宛で美々しい衣冠を身に付けていたため、劉玄の兵士に身ぐるみ剥がれた上に殺されそうになった。たまたま通りかかった劉賜が任光の容貌に有徳の者と感じ入って助けた。